# Administrativní dělení Albánie

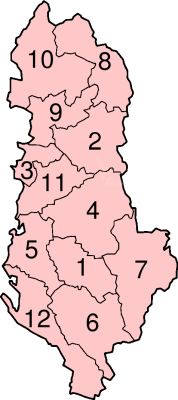
Albánské kraje

Albánie je rozdělena na dvanáct krajů (albánsky: oficiálně qark/qarku, ale někdy také prefekturë/prefektura, překládáno jako prefektura). Každý kraj je dále rozdělen do několika okresů (rrethe).

## Kraje
|     | Kraj             | Správní město    | Okresy (do roku 2000)                  | Obce (od roku 2000)                                              |
| 1.  | Berat            | Berat            | Berat, Kuçovë, Skrapar                 | Berat, Dimal, Kuçovë, Poliçan, Skrapar                           |
| 2.  | Dibrë            | Peshkopi         | Bulqizë, Dibrë, Mat                    | Bulqizë, Dibrë, Klos, Mat                                        |
| 3.  | Drač (Durrës)    | Drač (Durrës)    | Drač (Durrës), Krujë                   |                                                                  |
| 4.  | Elbasan          | Elbasan          | Elbasan, Gramsh, Librazhd, Peqin       |                                                                  |
| 5.  | Fier             | Fier             | Fier, Lushnjë, Mallakastër             |                                                                  |
| 6.  | Gjirokastër      | Gjirokastër      | Gjirokastër, Përmet, Tepelenë          |                                                                  |
| 7.  | Korçë            | Korçë            | Devoll, Kolonjë, Korçë, Pogradec       |                                                                  |
| 8.  | Kukës            | Kukës            | Has, Kukës, Tropojë                    | Has, Kukës, Tropojë                                              |
| 9.  | Lezhë            | Lezhë            | Kurbin, Lezhë, Mirditë                 |                                                                  |
| 10. | Skadar (Shkodër) | Skadar (Shkodër) | Malësi e Madhe, Pukë, Skadar (Shkodër) | Fushë-Arrëz, Malësi e Madhe, Pukë, Skadar (Shkodër), Vau i Dejës |
| 11. | Tirana (Tiranë)  | Tirana (Tiranë)  | Kavajë, Tirana (Tiranë)                |                                                                  |
| 12. | Vlora (Vlorë)    | Vlora (Vlorë)    | Delvinë, Sarandë, Vlora (Vlorë)        |                                                                  |

## Okresy

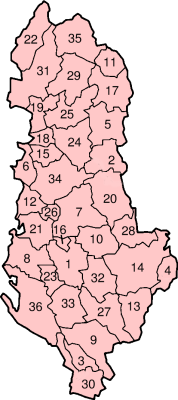
Albánské okresy

| | | |
| 1 Berat 2 Bulqizë 3 Delvinë 4 Devoll 5 Dibrë 6 Drač (Durrës) 7 Elbasan 8 Fier 9 Gjirokastër 10 Gramsh 11 Has 12 Kavajë | 13 Kolonjë 14 Korçë 15 Krujë 16 Kuçovë 17 Kukës 18 Kurbin 19 Lezhë 20 Librazhd 21 Lushnjë 22 Malësi e Madhe 23 Mallakastër 24 Mat | 25 Mirditë 26 Peqin 27 Përmet 28 Pogradec 29 Pukë 30 Sarandë 31 Skadar (Shkodër) 32 Skrapar 33 Tepelenë 34 Tirana (Tiranë) 35 Tropojë 36 Vlora (Vlorë) |